# Wólka Pętkowska
Wólka Pętkowska – wieś w Polsce, położona w województwie świętokrzyskim, w powiecie ostrowieckim, w gminie Bałtów.
| SIMC    | Nazwa                   | Rodzaj      |
| ------- | ----------------------- | ----------- |
| 0226626 | Chojny                  | część wsi   |
| 0226632 | Doły                    | część wsi   |
| 1018516 | Płaszczyzna             | część wsi   |
| 0226661 | Ulów                    | osada leśna |
| 0226655 | Wólka Pętkowska-Kolonia | część wsi   |
| 0226649 | Wygnanów                | część wsi   |

W latach 1975–1998 miejscowość administracyjnie należała do województwa kieleckiego.
Wierni Kościoła rzymskokatolickiego należą do parafii św. Teresy od Dzieciątka Jezus w Pętkowicach.